# هاردنبيرخ
هاردنبيرخ Hardenberg  هي بلدية ومدينة بمقاطعة أوفرآيسل  شرق هولندا.

## طوبوغرافيا
خريطة طوبوغرافية هولندية لبلدية هاردنبيرخ، يونيو 2014، (تقرأ بعد ثلاث نقرات على الخريطة).

## معرض صور

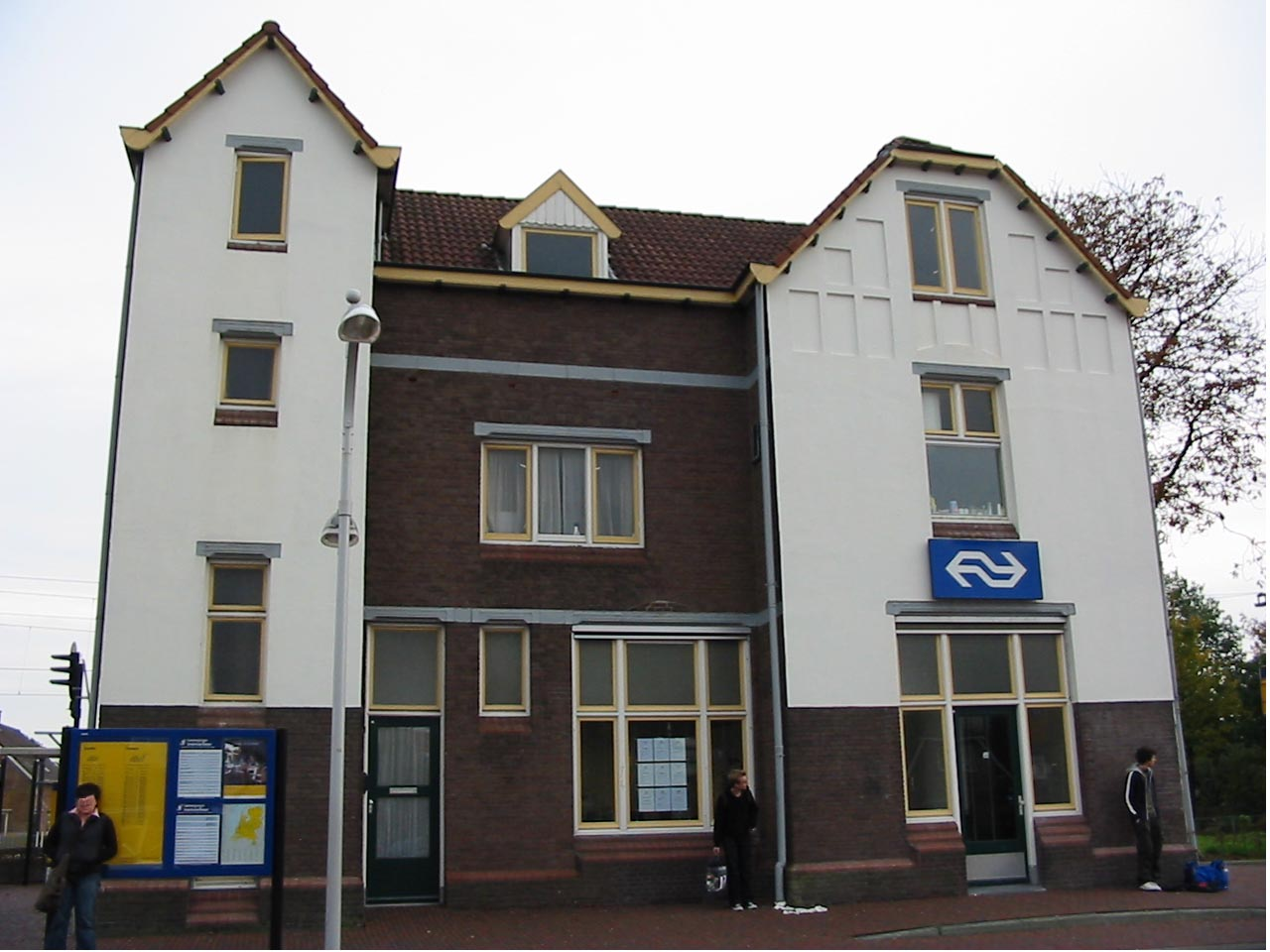
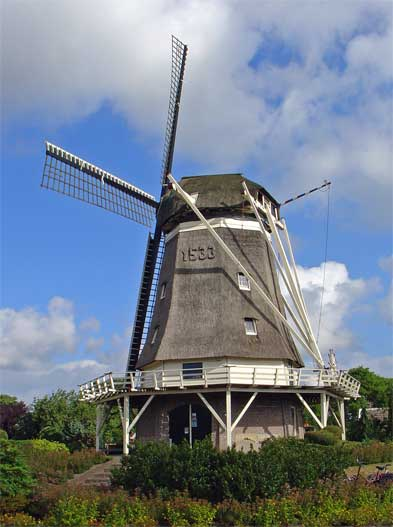
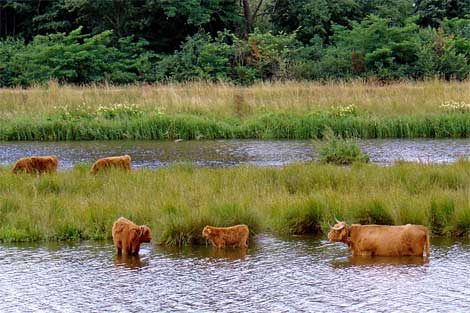

## أعلام
- مينو هيركس
- أغنيس مولدر
- إدوين إيفرز
- تايس بوما